# Friedrich Schulz
Friedrich Schulz (Nettkow Silésia, 15 de Outubro de 1897 – Freudenstadt, 30 de Novembro de 1976) foi um General da Alemanha durante a Segunda Guerra Mundial.

## Biografia
Friedrich Schulz foi voluntário em 1914 sendo Leutnant num Regimento de Infantaria em 1916. Ele continuou a sua carreira depois de 1918, chegando à patente de Oberstleutnant em 1939. Promovido à Oberst em 1 de Janeiro de 1941, depois disso ele subiu rapidamente nas patentes indo de Generalmajor em 1 Julho de 1942 para Generalleutnant em 1 de Julho de 1942 e General der Infanterie em 1 de Abril de 1944.
Durante este período, ele serviu ao OKW antes de chegar a ser chief-of-staff do XXXXIII Corpo de Exército (20 de Abril de 1940), 11º Exército (12 de Maio de 1942) e Grupo de Exércitos Don aliás "Süd" (27 de Novembro de 1942).
Chegou ao comando da 28. Jäger Division (1 de Maio de 1943), III Corpo Panzer (1 de Dezembro de 1943 a 9 de Janeiro de 1944), LIX Corpo de Exército (8 de Fevereiro de 1944), XXXXVI Corpo Panzer (22 de Março de 1944), 17º Exército (25 de Julho de 1944) e finalmente o Grupo de Exércitos Sul (2 de Abril de 1945). Foi feito prisioneiro pelos Americanos em Maio de 1945 e libertado em 1946.
Faleceu em Freudenstadt no dia 30 de Novembro de 1976.

## Condecorações
Condecorado com a Cruz de Cavaleiro da Cruz de Ferro (29 de Março de 1942), com Folhas de Carvalho (20 de Março de 1944, n° 428) e Espadas (26 de Fevereiro de 1945, n° 135).